# Honey (EP)
Albums de Lay
Namanana
(2018) Lit
(2020)
Singles
1. Honey
Sortie : 14 juin 2019

Honey est le troisième EP de l'artiste et acteur chinois Lay (Zhang Yixing), un des membres du boys band sud-coréano-chinois EXO, il est sorti le 14 juin 2019 en digital sur diverses plate-formes de téléchargement sous SM Entertainment et Zhang Yixing Studio.

## Contexte et sortie
Le 30 avril 2019, Lay a publié un artwork de "Honey" sur son compte Instagram. Le 20 mai, Lay a mis en ligne un premier teaser du clip-vidéo de "Honey". Le 6 juin, il a été confirmé que la pré-vente officielle pour le mini-album sur QQ Music aura lieu le 11 juin et sa sortie officielle le 14 juin. Le 10 juin, le studio de Lay a révélé la liste des chansons présents sur l'EP via les réseaux sociaux. Le 13 juin, un second teaser du clip-vidéo de "Honey" est posté. Le 14 juin, le mini-album est officiellement sorti avec le clip de "Honey".

## Succès commercial
Le 11 juin, la pré-commande de l'EP débutait sur QQ Music. En 3 minutes, le mini-album atteignait les ventes les plus élevées sur le site avec plus de 2 364 575 millions d'exemplaires vendus et était certifié « Hall Golden » faisant de cet EP, le plus vendu sur le site en 2019.

## Liste des titres
| Honey | Honey                       | Honey                             | Honey                                                                            | Honey | Honey | Honey | Honey | Honey | Honey |
| No    | Titre                       | Auteur                            | Producteur(s)                                                                    | Durée |       |       |       |       |       |
| ----- | --------------------------- | --------------------------------- | -------------------------------------------------------------------------------- | ----- | ----- | ----- | ----- | ----- | ----- |
| 1.    | Honey (和你) (English Ver.) | Lay, Blaq Tuxedo, DJ White Shadow | Lay, Dominique Logan, Darius Logan, Swiff D, DJ White Shadow                     | 3:03  |       |       |       |       |       |
| 2.    | Bad (坏的)                  | Jackson Foote                     | Lay, Jackson Foote                                                               | 1:58  |       |       |       |       |       |
| 3.    | Amusement Park (游乐园)     | Terence Coles, Lay                | Lay, Terence Coles, Ozzie, Kyle `Kxhris` Coleman, Hue `Soundzfire` Strother, VMP | 4:19  |       |       |       |       |       |
| 4.    | 和你 (Honey) (Chinese Ver.) | Pan Yan Ting                      | Lay, Dominique Logan, Darius Logan, Swiff D, DJ White Shadow                     | 3:03  |       |       |       |       |       |
| 24:05 |                             |                                   |                                                                                  |       |       |       |       |       |       |

## Classements

### Classements hebdomadaires
| Classements                 | Meilleure position |
| --------------------------- | ------------------ |
| US World Albums (Billboard) | 11                 |

## Ventes
| Pays       | Ventes    |
| ---------- | --------- |
| China (DL) | 4 854 543 |

## Historique de sortie
| Pays         | Date         | Format                    | Label               | Producteur   |
| ------------ | ------------ | ------------------------- | ------------------- | ------------ |
| Monde entier | 14 juin 2019 | Téléchargement de musique | Zhang Yixing Studio | Zhang Yixing |